# Alice Corbin Henderson
Alice Corbin Henderson (ur. 16 kwietnia 1881 w Saint Louis, zm. 16 lipca 1949 w Tesuque) – poetka amerykańska.

## Życiorys
Alice Corbin Henderson urodziła się w St. Louis, kiedy miała 3 lata, przeprowadziła się z ojcem do Chicago. Gdy ojciec powtórnie się ożenił, zamieszkała z nim w Kansas. Studiowała na University of Chicago i w Sophie Newcomb College. Wyszła za mąż za artystę malarza Williama Penhallowa Hendersona. Kiedy w 1916 stwierdzono u niej gruźlicę, przeniosła się do Nowego Meksyku. Opublikowała antologię tamtejszej poezji The Turquoise Trail (1928). Przez długie lata była redaktorką pomocniczą magazynu Poetry. Zmarła na niewydolność serca.

## Twórczość
Alice Corbin Henderson zadebiutowała tomem The Linnet Songs, wydanym w 1898. Po nim nastąpił The Spinning Woman of the Sky (1912). W 1920 wydała tomik Red Earth: Poems of New Mexico. W 1933 opublikowała kolejny zbiór, The Sun Turns West. Tomiki te zostały dobrze przyjęte zarówno przez krytykę, jak i czytelników. W swojej liryce Alice Corbin Henderson wyrażała fascynację kulturą latynoamerykańską i rdzennie indiańską południowozachodnich części Stanów Zjednoczonych. Pisała po angielsku, ale wykorzystywała cytaty hiszpańskie. Oprócz tego opublikowała reportaż Brothers of Light: The Penitentes of the Southwest o bractwie biczowników (1937). Przetłumaczyła też na angielski baśnie Hansa Christiana Andersena.